# Katri Kulmuni
Katri Briitta Ilona Kulmuni (født 4. september 1987 i Tornio, Finland) er en finsk politiker og nuværende leder af Centerpartiet. Hun har tidligere været Finlands minister for økonomiske anliggender samt finans- og vicestatsminister.

## Opvækst og uddannelse
Kulmuni færdiggjorde sin kandidatgrad i samfundsvidenskab på Lapland Universitet i 2019.

## Politisk karriere
Kulmuni blev valgt til Finlands rigsdag i 2015 og 2019, begge gange i Laplands valgkreds. Efter valget i 2019 blev hun udnævnt til minister for økonomiske anliggender i socialdemokraten Antti Rinnes koalitionsregering, der udover Rinnes eget parti bestod af Centerpartiet, Grønt Forbund, Venstreforbundet og Svensk Folkeparti.
Den 7. september 2019 besejrede Kulmuni Antti Kaikkonen ved valget til formandsposten i Centerpartiet. Den 12. september 2019 efterfulgte hun Mika Lintilä som Finlands vicestatsminister. Efter kollapset af Rinne-regeringen blev Kulmuni finansminister i Sanna Marins regering.
Den 5. juni 2020 trak Kulmuni sig som finansminister og vicestatsminister efter det blev afsløret, at hun havde modtaget medietræning for 56.203 euro, som blev betalt af hendes to ministerier. To dage før hun annoncerede sin afgang, fortalte Kulmuni medierne, at hun har til sinde at betale de fulde omkostninger tilbage. Den 8. juni blev tidligere statsminister Matti Vanhanen valgt som Kulmunis efterfølger til embedet som finansminister.

## Kontroverser
Kort efter hendes udnævnelse til finansminister i 2019 forårsagede Kulmuni kontrovers, da hun afholdte en uformel meningsmåling på det sociale medie Instagram om hvorvidt regeringen skulle tillade finske kvinder med forbindelser til Islamisk Stat at vende tilbage fra Syrien, eller om det blot skulle være deres børn, der skulle have ret til at vende tilbage til Finland. Hun slettede senere Instagram-opslaget og undskyldte efter at have modtaget kritik fra blandt andet Human Rights Watch.